# Joseph-Omer Plante

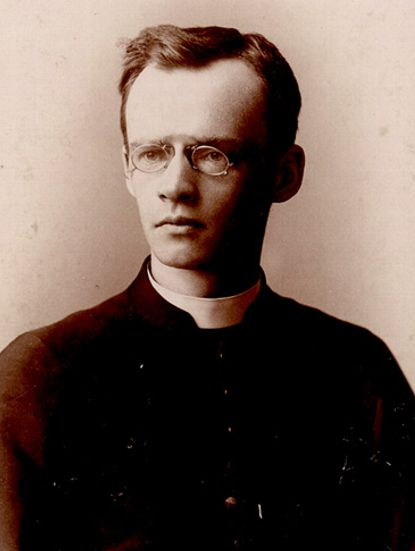
Joseph-Omer Plante (um 1890)

Joseph-Omer Plante (* 3. Januar 1867 in Saint-Michel-de-Bellechasse; † 5. April 1948 in Québec) war ein kanadischer römisch-katholischer Geistlicher und Weihbischof in Québec.

## Leben
Joseph-Omer Plante besuchte das Kleine Seminar in Québec. Anschließend studierte er Philosophie und Katholische Theologie am Priesterseminar in Québec. Am 27. Mai 1893 empfing er durch den Koadjutorerzbischof von Québec, Louis-Nazaire Bégin, das Sakrament der Priesterweihe für das Erzbistum Québec.
Nach der Priesterweihe unterrichtete Plante zunächst Geschichte am Kleinen Seminar in Québec, bevor er 1899 Pfarrvikar in Montmagny und Kaplan des Vizegouverneurs der Provinz Québec, Louis-Amable Jetté, wurde. Im Jahr 1900 bereiste er Europa. Von 1901 bis 1903 war er im Bischofshaus in Québec tätig. Danach wirkte er als Kaplan des Ursulinenklosters in Québec. Anschließend war Plante Pfarrer in L’Ange-Gardien (1910–1920) und in Beauport (1920–1925). Ab 1925 fungierte er als Kanoniker und als Prokurator des Erzbistums Québec sowie ab 1926 zudem als Pfarrer der Pfarrei Notre-Dame in Lévis.
Am 23. Juni 1927 ernannte ihn Papst Pius XI. zum Titularbischof von Doberus und zum Weihbischof in Québec. Der Erzbischof von Québec, Felix-Raymond-Marie Rouleau OP, spendete ihm am 27. September desselben Jahres in der Kathedrale Notre-Dame de Québec die Bischofsweihe; Mitkonsekratoren waren der Weihbischof in Montréal, Alphonse Emmanuel Deschamps, und der Weihbischof in Trois-Rivières, Alfred-Odilon Comtois. Sein Wahlspruch Volumus hunc regnare super nos („Wir wollen, dass dieser über uns herrsche“) stammt aus Lk 19,14 . Als Weihbischof leitete Plante zudem die katholische Mäßigkeitsbewegung im Erzbistum Québec. Am 22. August 1938 ernannte ihn Papst Pius XI. zum Päpstlichen Thronassistenten.
Plante starb im April 1948 im Hôtel-Dieu de Québec im Alter von 81 Jahren und wurde in der Krypta der Kathedrale Notre-Dame de Québec beigesetzt.